# Jagüé

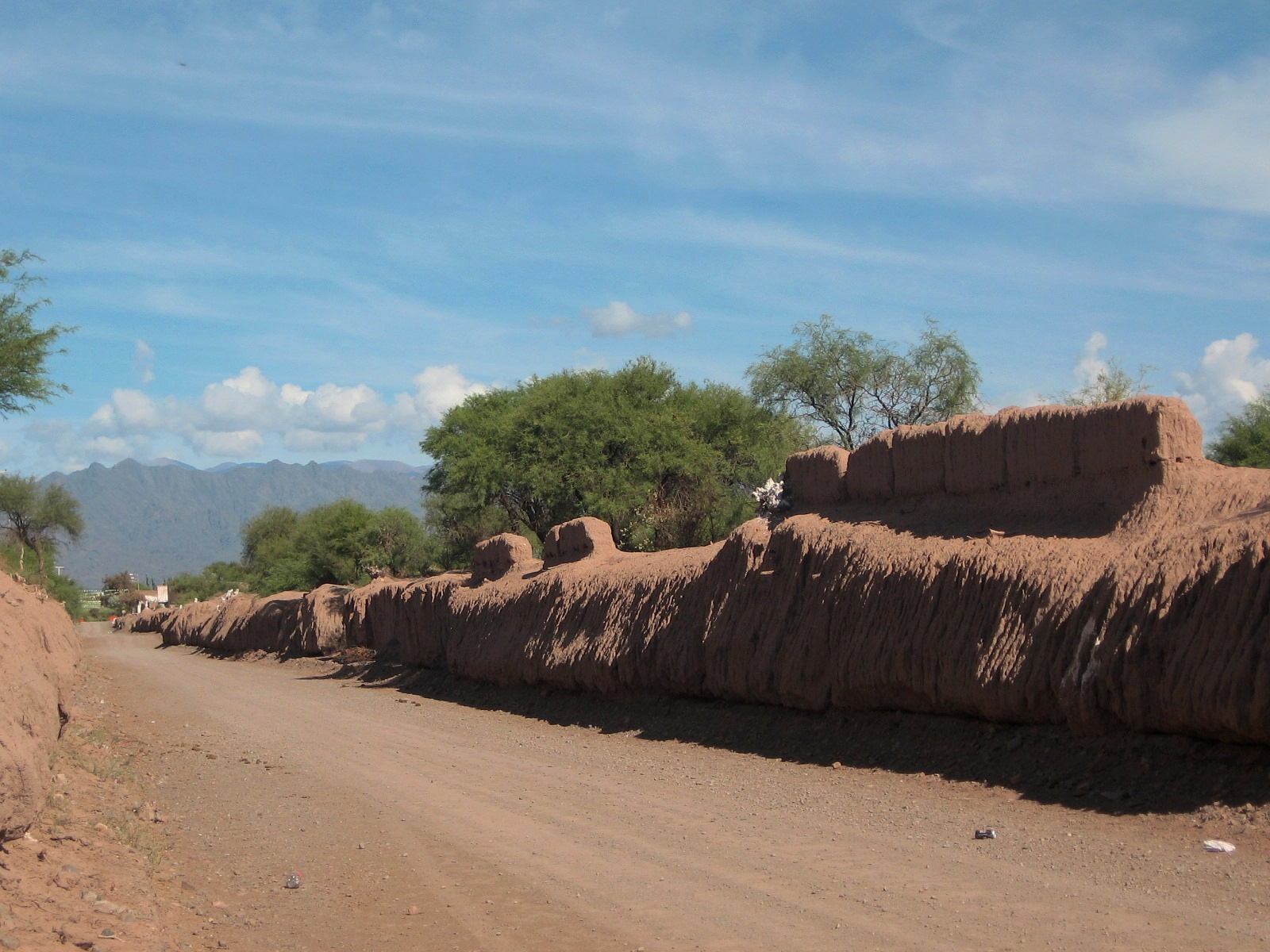
El lecho de un uadi (riacho estacional típico de regiones áridas) constituye la calle principal de Jagüé.

Jagüé, tradicionalmente llamada "Jagüel", es una pequeña localidad de montaña localizada en el departamento Vinchina de la provincia de La Rioja, Argentina.
Es una de las poblaciones más aisladas de la provincia, comunicada únicamente a la Ruta Nacional 76 por un camino de ripio.
Bajo el topónimo Jagüé se unifican las antiguas aldeas de Alto Jagüel y Bajo Jagüel.

## Ubicación
Jagüé se encuentra a la vera de la Ruta Nacional 76, a 34 km hacia el oeste de San José de Vinchina, sobre el tramo final de la Quebrada de La Troya a unos 2500 m s. n. m.
La localidad es el último casco de población permanente a lo largo del camino (tramo sin pavimento de la Ruta Nacional 76) que sigue hasta Chile por el paso montañoso internacional Pircas Negras (localizado a 166 kilómetros de distancia).

## Características de la localidad
La totalidad de las construcciones está realizada en adobe, material típico de la construcción espontánea, y se extienden a lo largo de la traza de la calle principal, la cual es el lecho de un uadi (riacho estacional). El nivel de la calle es notablemente inferior al de las construcciones, lo cual permite que las viviendas no se vean afectadas cuando el uadi (correspondiente al segmento inicial del Desaguadero) lleva agua durante la temporada de lluvias.
Un punto de interés lo constituyen las ruinas de la primitiva capilla de San Pedro, construida en el siglo XIX enteramente en adobe y con techo de madera.
La localidad cuenta con dos escuelas de nivel inicial y en forma parcial, nivel medio, una de ellas con orientación rural.
Cada año, hacia finales de diciembre Jagüé recibe gran cantidad de visitantes con motivo de la celebración de la Fiesta Grande de Nuestra Señora de Andacollo, culto de gran trascendencia popular, originario de Chile. La primitiva imagen de la Virgen de Andacollo fue traída hacia 1930 por un arriero que hizo su camino desde Chile, a través del paso llamado entonces Paso de Come-Caballos, camino habitual en el tránsito de ganado hasta mitad del siglo XX.
Jagüé cuenta con una posada parador y cabinas telefónicas públicas.

## Población
Cuenta con 230 habitantes (Indec, 2010), lo que representa un descenso del 33% frente a los 346 habitantes (Indec, 2001) del censo anterior.
| Gráfica de evolución demográfica de Jagüé entre 1991 y 2010 |
|                                                             |
| Fuente: Censos nacionales del INDEC                         |

Estos datos comprenden a las localidades de Alto Jagüel y Bajo Jagüel.

## Actividades productivas
Hasta la primera mitad del siglo XX,  la zona era el paso obligado del traslado de ganado en pie hacia Chile, por lo que la actividad de parte de la población estaba ligada a este tránsito, que además impulsó el desarrollo de actividades accesorias, tales como el cultivo de pasturas. Al implementarse la exportación de carne faenada, las actividades vinculadas al arreo entraron en decadencia y desaparecieron.
En el año 1980 se creó la Reserva provincial Laguna Brava lo que creó un punto de interés turístico relevante, que junto con la inauguración del paso internacional Pircas Negras potencia el desarrollo de actividades vinculadas a la prestación de servicios turísticos.

## Sismicidad
La sismicidad de la región de La Rioja es frecuente y de intensidad baja, y un silencio sísmico de terremotos medios a graves cada 30 años en áreas aleatorias.